# (3233) Krišbarons
(3233) Krišbarons es un asteroide perteneciente al cinturón de asteroides, descubierto el 9 de septiembre de 1977 por Nikolái Stepánovich Chernyj desde el Observatorio Astrofísico de Crimea (República de Crimea).

## Designación y nombre
Designado provisionalmente como 1977 RA6. Fue nombrado Krišbarons en honor al escritor y folclorista letón Krišjānis Barons.